# Società Sportiva Pro Gioia
La Società Sportiva Pro Gioia è la squadra di calcio di Gioia del Colle (BA). I suoi colori sociali sono il giallo e il nero. Chiamatasi dagli anni duemila fino allo scioglimento, avvenuto nel 2012, "A.S.D. Pro Gioia". La Società sportiva Pro Gioia Calcio nel 2023 viene rifondata da Filippo Colapinto e da Nicola Iacobellis . La nuova squadra milita nella 2⁰ Categoria Puglia girone B raggiungendo il 6º posto.
A Giugno 2024 cambia la presidenza della squadra e si rimescolano i dirigenti.
Al controllo della squadra arriva Iacobellis Nicola già Vice Presidente della omonima.

## Storia

### Gli inizi
La fondazione della società risale al 1911 con il nome di Unione Sportiva Pro Gioia.
Si affaccia ai campionati regionali del 1927 vincendo la Terza Divisione Pugliese e cambiando nome in Società Sportiva Gioiese nel 1928; proprio in quell'anno partecipa assieme ad altre formazioni di provincia al Campionato Meridionale, un raggruppamento della Prima e della Seconda Divisione dove incontra per la prima volta il Taranto e il Lecce. Chiude il girone preliminare pugliese all'ultimo posto con 4 punti, in coabitazione con il San Pasquale di Bari, tornando nella categoria inferiore. Seguono altri campionati in Seconda Divisione pugliese, il massimo livello regionale, fino al 1938 quando, con il nome G.I.L. Gioia torna in prima serie regionale, la Prima Divisione (nome assunto dal 1935 con la creazione della nuova Serie C).

### La storica stagione in Serie C
Nel 1942, come Avio Calcio ottiene la seconda posizione nel campionato pugliese di Prima Divisione e viene ammesso in Serie C. Partecipa all'unico campionato di terzo livello italiano della sua storia ottenendo il quinto posto dietro a squadre blasonate come Lecce, Taranto, Cosenza e Foggia.

### Dopo la seconda guerra mondiale
Rinominata U.S. Gioia, partecipa a parte del Torneo misto pugliese; dopo la guerra non s'iscrive alla Serie C 1945-1946 cui avrebbe avuto diritto, ma partecipa alla Prima Categoria Pugliese vincendo il campionato, sotto la guida del gioiese Dino Castellano. La permanenza in Promozione, però, dura solo un anno poiché la squadra retrocede nella stagione successiva.

### Dal 1952 al 2012
La Pro Gioia disputa molti campionati del massimo livello regionale, andando vicina alla promozione in Serie D in alcune occasioni (3º nel 1962 e nel 1980, 4º nel 1968 e nel 1979). Nel 2006 retrocede in Prima Categoria dove rimane fino al 2012 quando cessa di esistere.

### 2023
Nel 2023 la società viene rifondata da Filippo Colapinto alla presidenza e Nicola Iacobellis Vice presidente che la iscrivono al campionato di seconda categoria pugliese raggiungendo il 6º posto. 
2024
A Giugno 2024 la società viene riorganizzata ed affidata la presidenza a Nicola Iacobellis militare dell'Esercito Italiano
Ad inizio stagione 2024/2025 entra a far parte della società ASD PRO Gioia, con importanti investimenti, la Società P.&G. MilK S.r.l con a capo Emanuel Girardi, la stessa entra a far parte della Asd Pro Gioia Calcio 2023 quale main sponsor per la stagione calcistica 2024-2025.
L’azienda, rappresentata da Girardi Rocco Emanuel, giovane imprenditore carismatico e intraprendente, che con le sue doti imprenditoriali ed importanti investimenti, porterà la società ad ottenere ottimi risultati per la prossima stagione calcistica.

## Palmarès

### Competizioni regionali
- Prima Divisione: 1

1950-1951 (girone B)

## Statistiche e record

### Partecipazione ai campionati

#### Campionati nazionali
| Livello | Categoria             | Partecipazioni | Debutto   | Ultima stagione | Totale |
| ------- | --------------------- | -------------- | --------- | --------------- | ------ |
| 3º      | Serie C               | 1              | 1942-1943 | 1942-1943       | 1      |
| 4º      | Prima Divisione       | 4              | 1938-1939 | 1941-1942       | 5      |
| 4º      | Promozione            | 1              | 1951-1952 | 1951-1952       | 5      |
| 5º      | Prima Divisione       | 2              | 1949-1950 | 1950-1951       | 20     |
| 5º      | Promozione            | 5              | 1952-1953 | 1956-1957       | 20     |
| 5º      | Campionato Dilettanti | 2              | 1957-1958 | 1958-1959       | 20     |
| 5º      | Prima Categoria       | 11             | 1959-1960 | 1969-1970       | 20     |

## Stadio
La squadra di calcio di Gioia del Colle disputava le sue partite interne allo stadio comunale intitolato a P. Martucci sito in via Luigi Einaudi. È stato rimodernato recentemente con una tettoia sulla tribuna e con la costruzione del palasport a fianco del campo di calcio dove giocano le squadre di pallavolo e pallacanestro. Il campo ha la particolarità di avere il terreno in erba sintetica.